# Kohleria peruviana
Kohleria peruviana är en tvåhjärtbladig växtart som beskrevs av Karl Fritsch. Kohleria peruviana ingår i släktet Kohleria och familjen Gesneriaceae. Inga underarter finns listade i Catalogue of Life.

## Bildgalleri

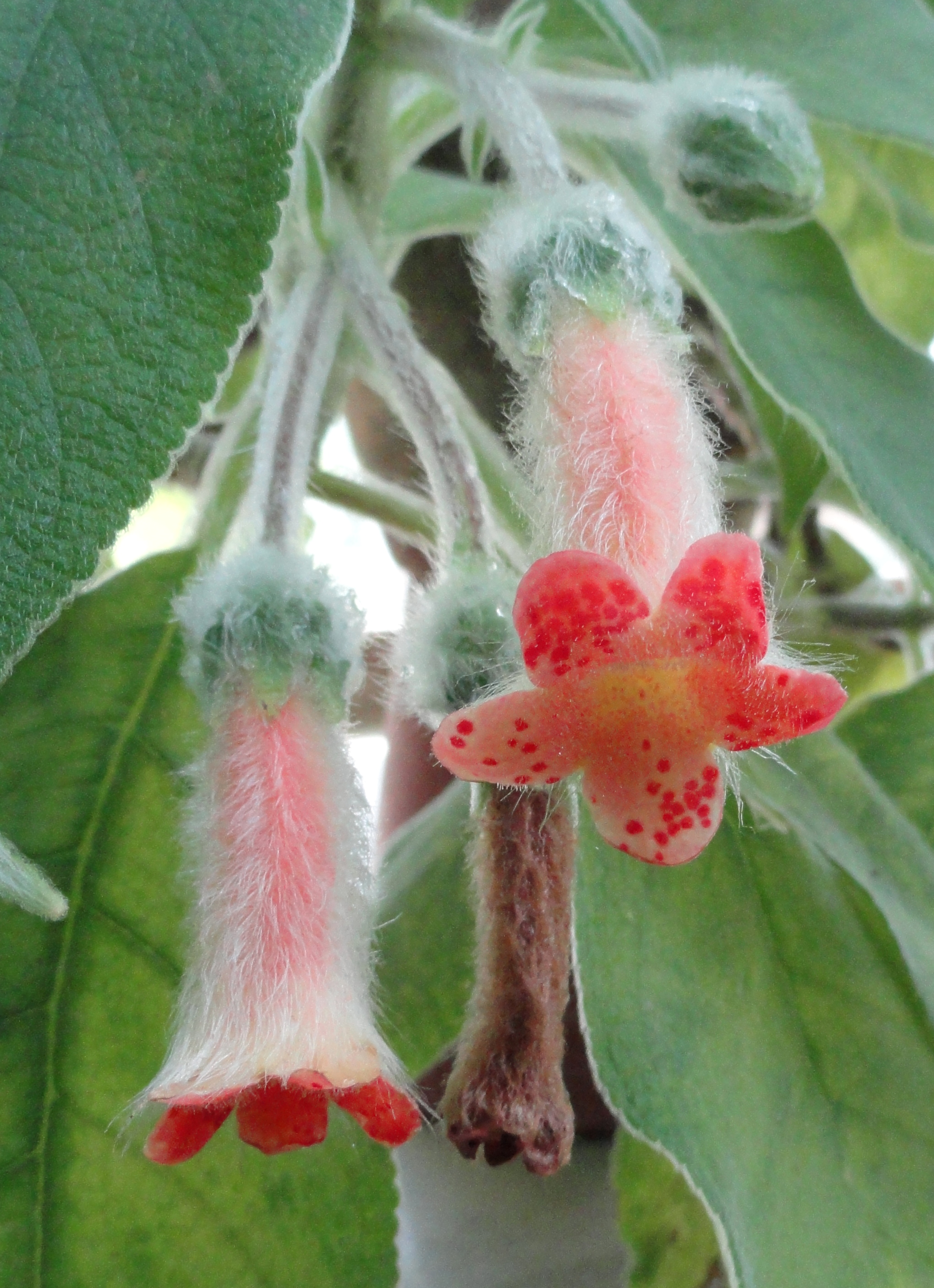
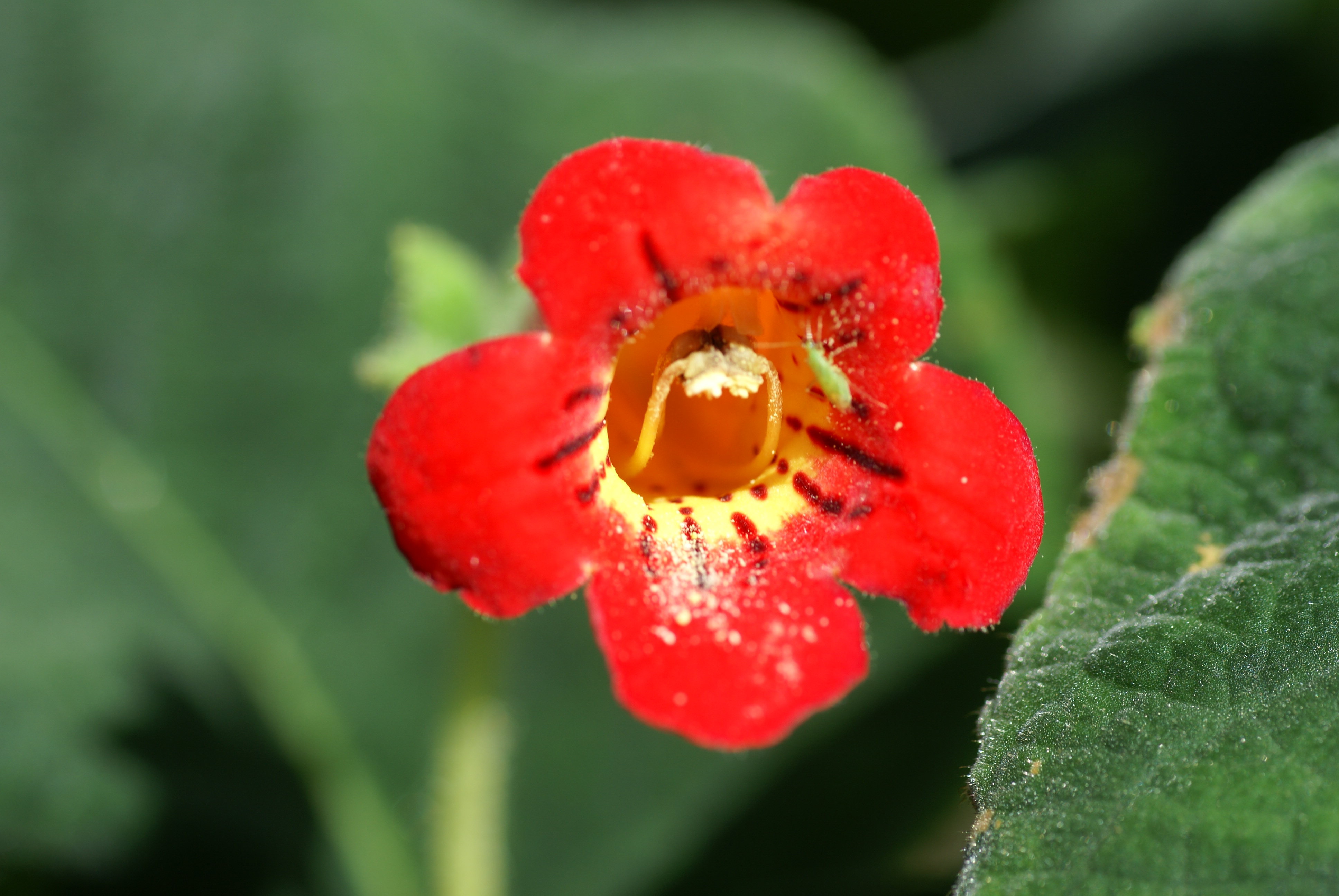
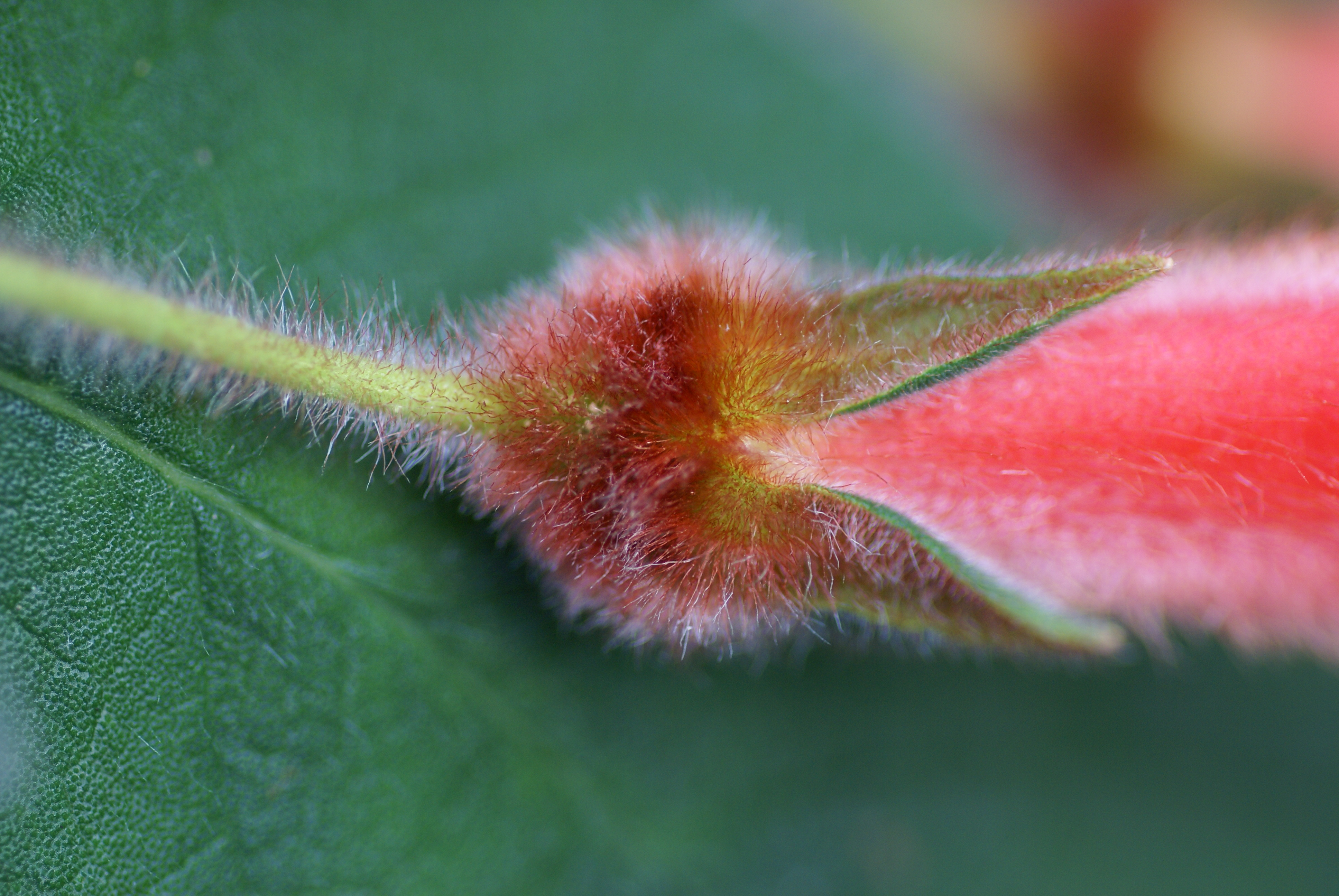
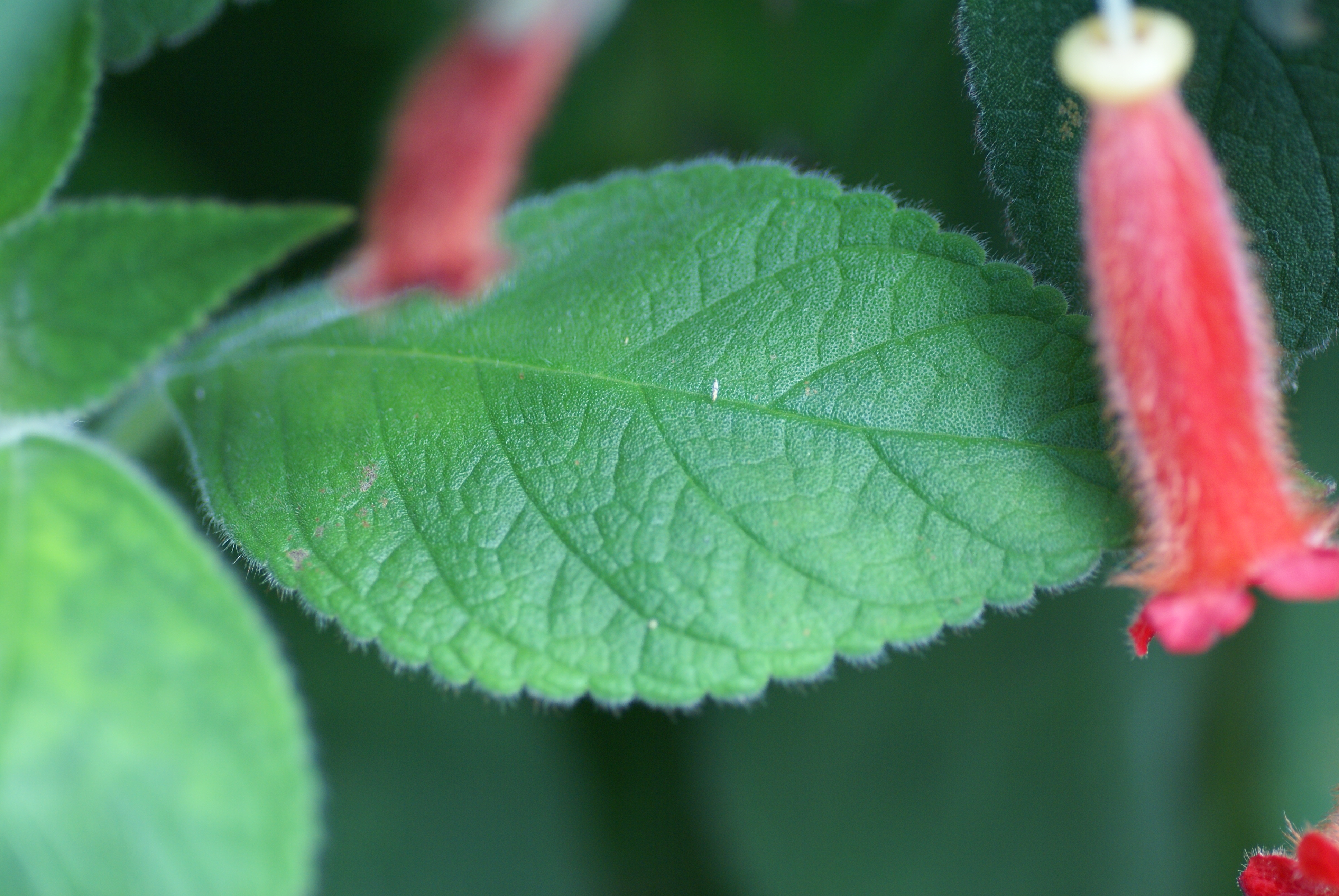